# Prawo do życia, prawo do śmierci
Prawo do życia, prawo do śmierci (wł. Una ragione per vivere e una per morire, niem. Sie verkaufen den Tod, hiszp. Una razón para vivir y una para morir, fr. Une raison pour vivre, une raison pour mourir) – włosko-niemiecko-hiszpańsko-francuski spaghetti western z 1972 roku w reżyserii Tonino Valeriiego.

## Obsada
- James Coburn jako płk. Pembroke
- Bud Spencer jako Eli Sampson
- Richard McNamara jako Eli Sampson (głos)
- Telly Savalas jako Major Ward
- Reinhard Kolldehoff jako sierż. Brent
- Robert Spafford jako sierż. Brent (głos)
- José Suarez jako mjr Charles Ballard
- Edward Mannix jako mjr Charles Ballard (głos)
- Ugo Fangareggi jako Ted Wendel
- Guy Mairesse jako Donald MacIvers
- Benito Stefanelli jako Piggott
- Adolfo Lastretti jako Will Fernandez
- Turam Quibo jako Apacz
- Fabrizio Moresco jako asystent Warda
- Paco Sanz jako rolnik
- Mario Pardo jako Roger
- Sharin Sher jako April
- Joe Pollini jako Jeremy Metys
- Georges Géret jako sierż. Spike
- Ángel Álvarez jako Scully
- Carla Mancini
- Rudolf G. Boevny
- David Landau